# Arnhem

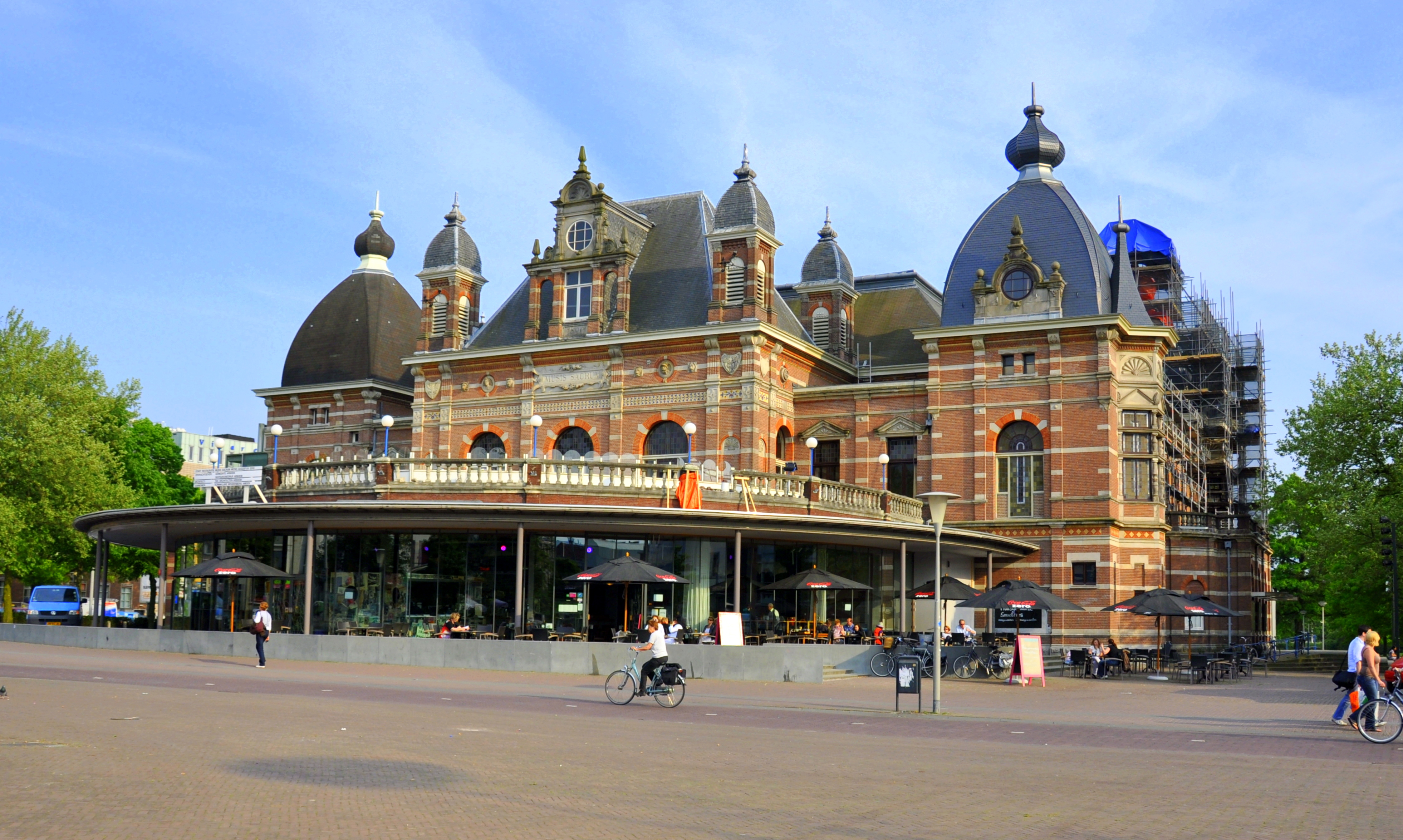
Musis Sacrum i Arnhem.

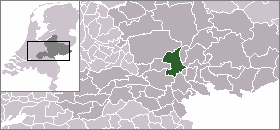
Lägeskarta i provinsen Gelderland i Nederländerna.

Arnhem är en stad i Nederländerna, huvudstad i provinsen Gelderland. Staden hade 169 790 invånare (2025). Staden nämns för första gången år 893 i en förteckning av gods som tillhörde klostret Prüm. Arnhem fick stadsrättigheter år 1233 av greve Otto II av Gelre. Staden ligger vid floden Rhen (Rijn) precis där den delar sig i två grenar, Rhen och Ĳssel. Arnhem är den enda staden i landet som fortfarande har trådbussar och är också känd för sina många parker.
Staden är känd för den misslyckade militära operationen med kodnamnet Market Garden i slutskedet av andra världskriget, som avsåg att säkra bland annat bron över Rhen i Arnhem. I det följande slaget om staden blev de allierade styrkorna besegrade av ihärdigt tyskt försvar. Om operationen skrev Cornelius Ryan boken En bro för mycket, som också filmatiserats.
Staden är också känd för Qlimax, en årlig ravefest som är en av de största i Nederländerna. Precis norr om staden finns Burgers' Zoo och Nederländernas friluftsmuseum.

## Sport
Nederlandse Volleybalbond har ett internat med sportcentrum, Sportcentrum Papendal i staden. Där tränar Nederländernas främsta volleybolltalanger. De deltar även i seriespel som Talent Team Papendal Arnhem.

## Kända personer (urval)
- Audrey Hepburn, skådespelare
- Hendrik Lorentz, fysiker, nobelpristagare